# Cremastus mordellistenae
Cremastus mordellistenae là một loài tò vò trong họ Ichneumonidae.